# Fortunato Tamburini
Fortunato Tamburini (ur. 2 lutego 1683 w Modenie, zm. 9 sierpnia 1761 w Rzymie) – włoski kardynał.

## Życiorys
Urodził się 2 lutego 1683 roku w Modenie, jako syn Simone Tamburiniego i Vincezy di Vigaranis. Jego pierwszym nauczycielem był jego wujek, generał zakonu jezuitów Michelangelo Tamburini. W wieku 16 lat wstąpił do jednego z odłamów zakonu benedyktynów. Nowicjat odbył w Parmie, a 21 maja 1699 roku złożył profesję wieczystą. Pomiędzy 1706 a 1709 rokiem przyjął święcenia kapłańskie, a następnie został wykładowcą filozofii i teologii w Parmie oraz prawa kanonicznego i teologii w Rzymie. 9 września 1743 roku został kreowany kardynałem prezbiterem i otrzymał kościół tytularny San Matteo in Merulana. Cztery lata później został prefektem Kongregacji ds. Obrzędów oraz Kongregacji ds. Korekty Ksiąg Obrządków Wschodnich. W 1755 roku został członkiem komisji kardynalskiej, która zajmowała się zastosowaniem bulli Unigenitus we Francji i problemami stworzonymi przez jansenistów, dotyczących udzielania sakramentów. Zmarł w wyniku niewydolności nerek 9 sierpnia 1761 roku w Rzymie.